# Lijst van Nahuatl woorden in de Nederlandse taal
Dit is een lijst van Nahuatl woorden die gebruikt worden in de Nederlandse taal.
- atole (atolli)
- atlatl (ahtlatl)
- avocado (ahuocatl)
- axolotl
- ayote (ayotl)
- cacao (cacahuatl)
- chayote (chayotl)
- chilli (chilli)
- chocolade (chocolatl)
- coyote (coyotl)
- guacamole (ahuocamolli)
- mescal
- ocelot (ocelotl)
- peyote (peyotl)
- pulque
- quetzal (quetzalli)
- tamale (tamalli)
- tomaat (tomatl)